# پال کالاهان
پل کالاهان (به انگلیسی: Paul Terence Callaghan) (‎/ˈkæləhæn/‎؛ ۱۹ اوت ۱۹۴۷–۲۴ مارس ۲۰۱۲) یک فیزیک‌دان نیوزلندی بود که به‌عنوان مدیر بنیان‌گذار مؤسسه مواد پیشرفته و نانوتکنولوژی مک‌دیارمید (MacDiarmid Institute for Advanced Materials and Nanotechnology) در دانشگاه ویکتوریا در ولینگتون، کرسی آلن مک‌دیارمید، استاد علوم فیزیکی را به‌عهده داشت و همچنین رئیس انجمن بین‌المللی مغناطیسی (International Society of Magnetic Resonance) بود.